# 김영웅 (배우)
김영웅(1971년 2월 20일~)은 대한민국의 배우이다.

## 출연작

### 영화
- 《범죄도시4》 (2024년) - 만 사장 역 (첫 천만영화)
- 《공기살인》 (2022년) - 장 교수 역
- 《도굴》 (2020년) - 젊은 상길 역
- 《암수살인》 (2018년) - 정봉 역
- 《판도라》 (2015년) - 황씨 역
- 《그놈이다》 (2015년) - 만철 역
- 《어우동: 주인 없는 꽃》 (2015년) - 병조판서 역
- 《욕망의 독: 중독》 (2014년) - 동철 역
- 《나의 독재자》 (2014년) - 마트주임 역
- 《해무》 (2014년) - 길수 역
- 《이쁜 것들이 되어라》 (2014년) - 슬예 아빠 (목소리) 역
- 《스케치》 (2014년) - 화랑주인 역
- 《데드 엔드》 (2013년) - 주범 역
- 《남자사용설명서》 (2013년) - 촬영감독 역
- 《남쪽으로 튀어》 (2013년) - 도윤태 역
- 《도둑들》 (2012년) - 맞은편건물형사 역
- 《우리 이웃의 범죄》 (2011년) - 박 형사 역
- 《불량남녀》 (2010년) - 서초서 형사 역
- 《의형제》 (2010년) - 계단 총격요원 1 / 민철 역
- 《식객: 김치전쟁》 (2010년) - 아놀드 역
- 《집행자》 (2009년) - 최 교사 역
- 《4교시 추리영역》 (2009년) - 국사선생 역
- 《미인도》 (2008년) - 비단가게 주인 역
- 《마이 뉴 파트너》 (2008년) - 부산 경찰 역
- 《바람 피기 좋은 날》 (2007년) - 동료 경찰 역
- 《이장과 군수》 (2007년) - 군청과장 1 역
- 《잘 살아보세》 (2006년) - 두식 역
- 《구미호 가족》 (2006년) - 기자 역
- 《사생결단》 (2006년) - 형사 5 역
- 《홀리데이》 (2006년) - 정숙남편 역
- 《끝나지 않은 세월》 (2005년)
- 《슈퍼》 (2003년)
- 《최후의 만찬》 (2003년)
- 《광복절 특사》 (2002년) - 교무과장 역
- 《패밀리》 (2002년) - 우 반장 역
- 《버스, 정류장》 (2002년) - 중고차판매원 역
- 《이것이 법이다》 (2001년) - 마구리 역
- 《킬러들의 수다》 (2001년) - 사내 2 역
- 《하면 된다》 (2000년) - 맹인 역
- 《간첩 리철진》 (1999년) - 택시 기사 역

### 드라마
- 《트라이 : 우리는 기적이 된다》 (SBS, 2025년)
- 《서초동》 (tvN, 2025년) - 구동균 역
- 《남주의 첫날밤을 가져버렸다》 (KBS2, 2025년) - 조병무 역
- 《스터디그룹》 (TVING, 2025년) - 세현 부 역 (특별출연)
- 《가석방심사관 이한신》 (tvN, 2024년) - 손응준 역
- 《굿파트너》 (SBS, 2024년) - 김창섭 역
- 《종말의 바보》 (Netflix, 2024년) - 김대한 역
- 《구미호뎐 1938》 (tvN, 2023년) - 업신 수호자 역
- 《꼭두의 계절》 (MBC, 2023년) - 태중식 역
- 《디 엠파이어 : 법의 제국》 (JTBC, 2022년) - 황용지 역
- 《해피니스》 (tvN, 2021년) - 고세규 역
- 《언더커버》 (JTBC, 2021년)
- 《빈센조》 (tvN, 2021년) - 박석도 역
- 《본 대로 말하라》 (OCN, 2020년) - 형사 역
- 《검법남녀 2》 (MBC, 2019년) - 양수동 역
- 《으라차차 와이키키 2》 (JTBC, 2019년) - 동물원 사육사 역
- 《미스 마 - 복수의 여신》 (SBS, 2018년) - 박경감 역
- 《러블리 호러블리》 (KBS2, 2018년) - 이 형사 역
- 《검법남녀》 (MBC, 2018년) - 양수동 계장 역
- 《투깝스》 (MBC, 2017년) - 박동기 역
- 《다시 만난 세계》 (SBS, 2017년) - 사채업자 역
- 《군주 - 가면의 주인》 (MBC, 2017년) - 조태호 역
- 《행복을 주는 사람》 (MBC, 2016년) - 강대상 역
- 《몬스터》 (MBC, 2016년) - 염형구 역
- 《리멤버 - 아들의 전쟁》 (SBS, 2015년) - 곽한수 형사 역
- 《라스트》 (JTBC, 2015년) - 배중사 역
- 《사랑하는 은동아》 (JTBC, 2015년) - 감독 역
- 《유나의 거리》 (JTBC, 2014년) - 변칠복 역
- 《동이》 (MBC, 2010년) - 어 종사관 역
- 《신의 퀴즈 1》 (OCN, 2010년)
- 《강력1반》 (OBS, 2010년) - 서동재 역
- 《에로배우 살인사건》 (OCN, 2008년)
- 《태왕사신기》 (MBC, 2007년)